# Église Santa Maria Ognibene

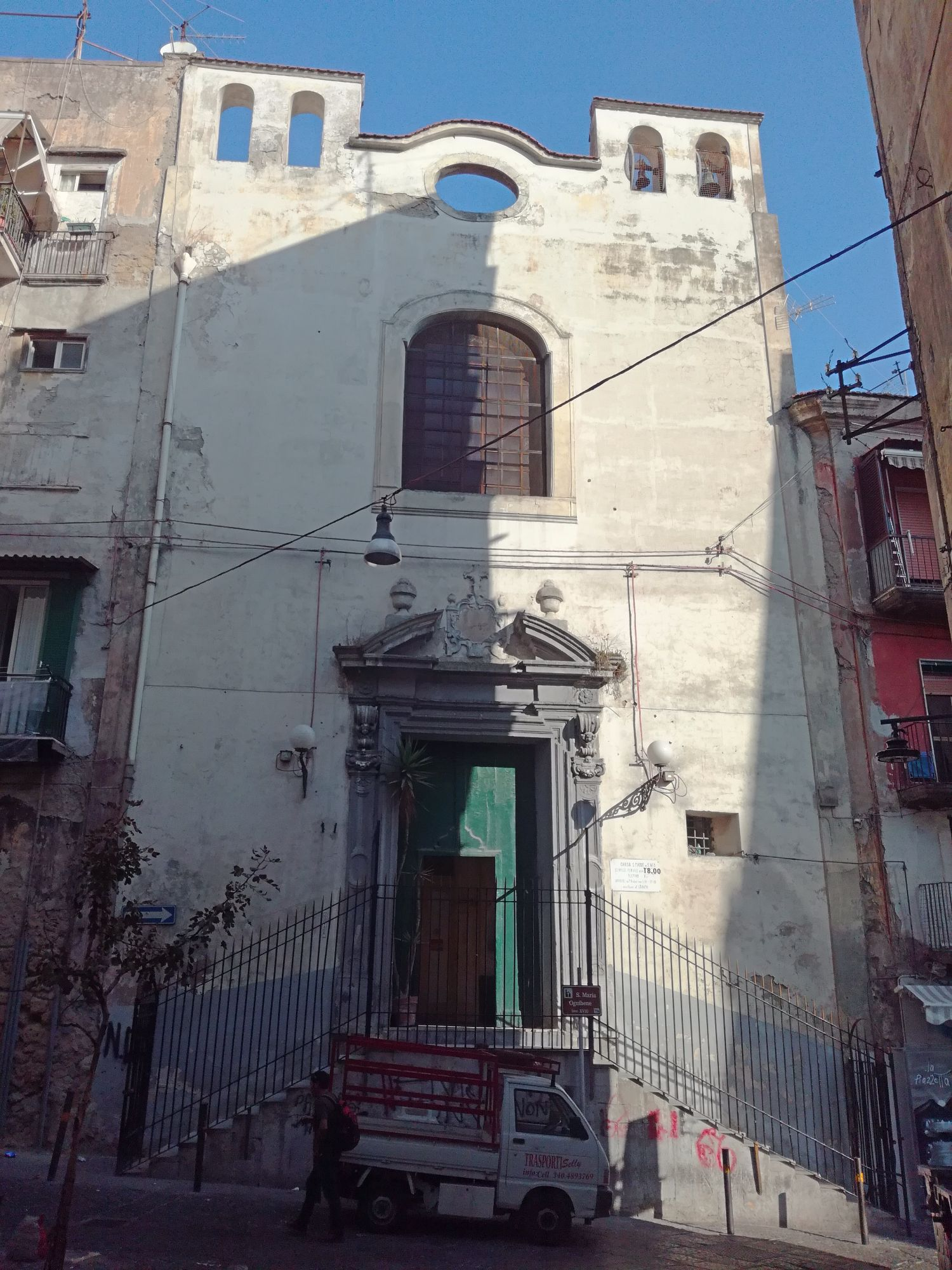
Façade de l'église dans les Quartiers Espagnols.

L'église Santa Maria Ognibene est une église du centre historique de Naples de style baroque. Elle dépend de l'archidiocèse de Naples.

## Histoire
L'église est bâtie entre 1630 et 1666, selon là volonté de Francesco Magnocavallo, pour desservir la congrégation des pieux ouvriers fondée en 1602 par Carlo Carafa, après qu'elle eut quitté son église Santa Maria ad Ogni Bene dei Sette Dolori. Au retour des Bourbons, la congrégation retrouve son ancienne église.

## Description
On remarque à l'intérieur une toile au-dessus du maître-autel représentant La Vierge avec saint Blaise et saint Janvier de Giuseppe Marullo. La chapelle de la troisième chapelle de gauche possède un tableau de Giovanni Battista Rossi qui figure Saint Joseph avec l'Enfant Jésus.

## Source de la traduction
- (it) Cet article est partiellement ou en totalité issu de l’article de Wikipédia en italien intitulé « Chiesa di Santa Maria Ognibene » (voir la liste des auteurs).